# Sanmenxia

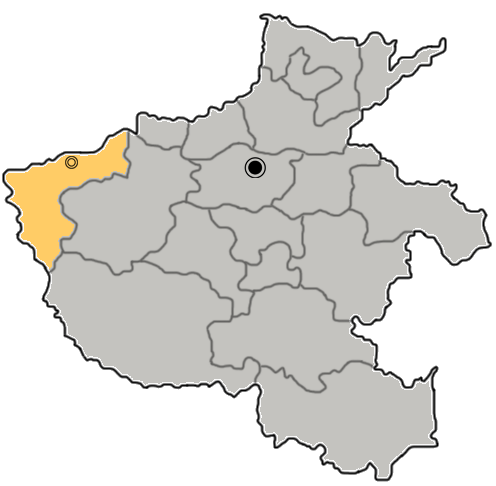
Lage Sanmenxias in Henan

Sanmenxia (chinesisch 三门峡市, Pinyin Sānménxiá Shì) ist eine bezirksfreie Stadt in der zentralchinesischen Provinz Henan.
Das Verwaltungsgebiet von Sanmenxia hat eine Fläche von 9.937 km² und 2.034.872 Einwohner (Stand: Zensus 2020). In Sanmenxia befindet sich die Sanmenxia-Talsperre, die erste Talsperre am Gelben Fluss. Sanmenxia hat die Besonderheit, dass ein Fünftel der Bevölkerung Christen sind.
In Sanmenxia befindet sich mit der „Shihao Section of Xiaohan Route“ ein archäologischer Fundplatz einer historischen Landstraße, welcher als Teil des Eintrags „Routen der Seidenstraße zwischen Chang’an und dem Tianshan-Korridor“ von der UNESCO als Welterbestätte anerkannt wurde.
Die Longhai-Bahn und die Schnellfahrstrecke Xuzhou–Lanzhou verbinden Sanmenxia mit Lanzhou und Lianyungang.

## Administrative Gliederung
Auf Kreisebene setzt sich Sanmenxia aus zwei Stadtbezirken, zwei Kreisen und zwei kreisfreien Städten zusammen. Diese sind (Stand: Ende 2018):
- Stadtbezirk Hubin (湖滨区), 204,6 km², 325.200 Einwohner, Zentrum, Sitz der Stadtregierung;
- Stadtbezirk Shanzhou (陕州区), 1.610 km², 353.200 Einwohner, Hauptort: Großgemeinde Daying (大营镇);
- Kreis Mianchi (渑池县), 1.362 km², 350.700 Einwohner, Hauptort: Großgemeinde Chengguan (城关镇);
- Kreis Lushi (卢氏县), 3.666 km², 359.600 Einwohner, Hauptort: Großgemeinde Chengguan (城关镇);
- Stadt Yima (义马市), 100,5 km², 147.800 Einwohner;
- Stadt Lingbao (灵宝市), 2.994 km², 736.300 Einwohner.